# Magnus Härenstam
Johan Herbert Magnus Härenstam, né le 19 juin 1941 à Västervik et mort le 13 juin 2015 à Stockholm, est un animateur et un acteur de télévision suédois.

## Biographie
Natif de Västervik, Magnus Härenstam est connu pour avoir animé la version suédoise du jeu télévisé Jeopardy! pendant 14 ans avant son remplacement par Adam Alsing.  Il a également animé l'émission pour enfants Fem myror är fler än fyra elefanter, avec les acteurs Brasse Brännström et Eva Remaeus. Très populaire en Suède, le programme a connu de nombreuses rediffusions.
Par ailleurs, Härenstam participe au clip vidéo de la chanson When I Kissed the Teacher de l'album Arrival du groupe ABBA de 1976. Il y incarne le professeur embrassé par la chanteuse Agnetha Fältskog. Il se fait connaître en Norvège en jouant dans la sitcom Fredrikssons fabrikk. Son rôle est celui du patron suédois d'une entreprise de textile norvégienne.
Après un long combat contre le cancer, Magnus Härenstam meurt des suites de la maladie à Stockholm le 13 juin 2015, soit six jours avant son soixante-quatorzième anniversaire. Marié à deux reprises, il est le père de deux enfants.

## Filmographie
- 1968 : Skratt
- 1970 : Oj, är det redan fredag?
- 1973-1975 : Fem myror är fler än fyra elefanter (série TV)
- 1973 : Pappas pojkar
- 1974 : Tom foot : Mackan
- 1974 : Levande på Nya Bacchi (pièce de théâtre)
- 1975 : A Guy and a Gal : un invité à la soirée
- 1976 : When I Kissed the Teacher (vidéo-clip) : le professeur
- 1976 : Kamrer Gunnarsson i skärgården
- 1978 : The Adventures of Picasso
- 1978 : Det är serverat (pièce de théâtre)
- 1978 : Skyll inte på mig! (série TV)
- 1979 : Father to Be
- 1980 : Magnus och Brasse Show
- 1980 : Sällskapsresan
- 1981 : Göta kanal eller Vem drog ur proppen
- 1981 : Tuppen : Cederqvist
- 1981 : Sopor
- 1981 : Svenska Sesam (version suédoise de Sesame Street)
- 1983 : Happy We : Klasse Wallin
- 1985 : Hemma hoz
- 1985 : Bombardemagnus
- 1987-1990 : Card Sharks (TV)
- 1990 : Macken - Roy's & Roger's Bilservice
- 1990-1993 : Fredrikssons fabrikk
- 1991-2005 : Jeopardy! (TV)
- 1995 : Bert: The Last Virgin
- 1999 : Vuxna människor
- 1999 : Tarzan : doublage
- 1999 : Hälsoresan – En smal film av stor vikt
- 2002 : Karlsson på taket : Fille
- 2005 : Les Indestructibles : doublage
- 2005 : Muntergökarna (pièce de théâtre)
- 2005 : Lite som du
- 2006 : Sigillet
- 2006 : Cars : doublage
- 2006 : Göta kanal 2 – Kanalkampen
- 2007 : Stjärnorna på slottet
- 2009 : Göta kanal 3 – Kanalkungens hemlighet
- 2009 : Vem tror du att du är?
- 2009 : Là-haut : narrateur
- 2014 : Bamse och tjuvstaden : Reinard Räv